# Antari (Barra do Mendes)
Antari é um distrito da cidade de Barra do Mendes, na Chapada Diamantina, região central do estado brasileiro da Bahia.
Está localizado na "região serrana" do município, e tem como atração a tradicional folia de reis.
Em seu território está a comunidade quilombola do Antari, reconhecida como tal pela Fundação Cultural Palmares pela Portaria n° 176/2013.